# باشگاه فوتبال دانشگاه آکسفورد
باشگاه فوتبال اتحادیه دانشگاه آکسفورد یک باشگاه فوتبال انگلیسی است که نماینده دانشگاه آکسفورد است. این باشگاه در حال حاضر در لیگ فوتبال بی‌یو‌سی‌اس، سیستم لیگ ورزش دانشگاه‌ها و کالج‌های بریتانیا (بی‌یو‌سی‌اس) بازی می‌کند. در سال ۲۰۲۰، این باشگاه با باشگاه فوتبال اتحادیه زنان دانشگاه آکسفورد (OUWAFC) ادغام شد تا یک نهاد واحد ایجاد کند.
دانشگاه آکسفورد یکی از اولین برندگان جام حذفی بود که در سال ۱۸۷۴ پس از شکست رویال انجینیرز به آن دست یافت.

## تاریخچه

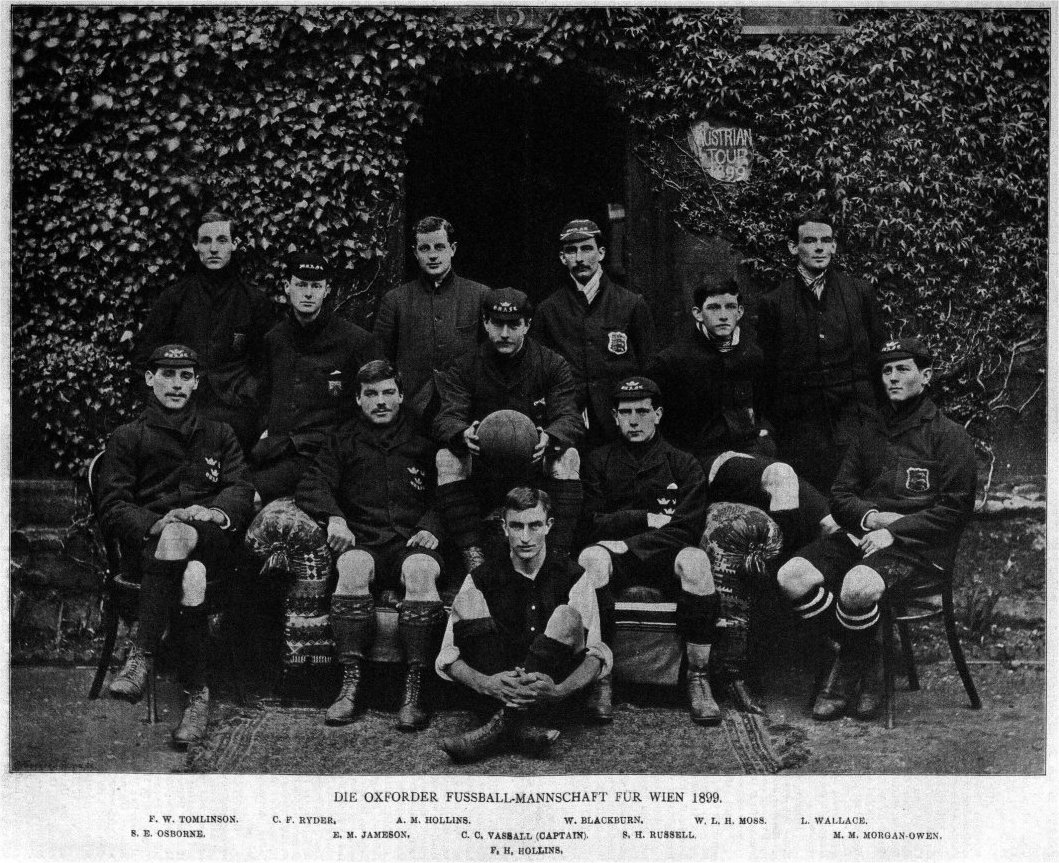
باشگاه فوتبال دانشگاه آکسفورد قبل از سفر به اتریش ۱۸۹۹. مورگان مدوکس مورگان-اوون، نشسته، پایین سمت راست

این باشگاه که در ۹ نوامبر ۱۸۷۱ تأسیس شد، غول دهه ۱۸۷۰ بود که در سال ۱۸۷۴ جام حذفی را ۲–۰ در برابر رویال انجینیرز برد و مسابقات را به عنوان نایب قهرمان در سال‌های ۱۸۷۳، ۱۸۷۷ و ۱۸۸۰ به پایان رساند، آخرین سالی که آنها به رقابت پرداختند. این باشگاه در سال ۲۰۲۰ با OUWAFC، باشگاه زنان ادغام شد.
این باشگاه در سال ۱۹۲۱ زمین فوتبال راگبی ایفلی رود را که با باشگاه فوتبال راگبی دانشگاه آکسفورد مشترک بود، ترک کرد و به ورزشگاه ایفلی رود در همان نزدیکی نقل مکان کرد.
باشگاه پگاسوس دهه ۱۹۵۰ از تیم‌های دانشگاه‌های آکسفورد و کمبریج تشکیل شد.